# Clara Thalmann

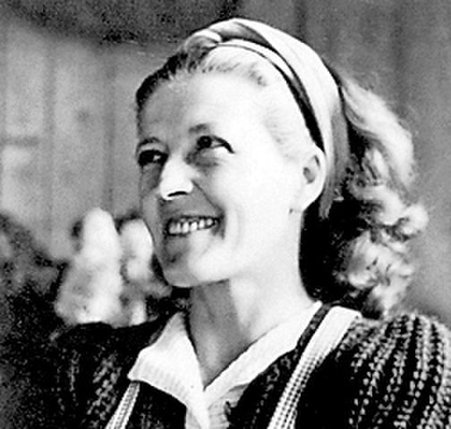
Clara Thalmann (1936)

Clara Thalmann (* als Clara Ensner 24. September 1908 in Basel; † 27. Januar 1987 in Nizza, Frankreich) war eine Schweizer Anarchistin und Kämpferin im Spanischen Bürgerkrieg.

## Leben

### Jugend in Basel und Paris
Clara Thalmann war eines von zehn Kindern einer Arbeiterfamilie. Ihre Eltern, Elisa Margaretha Thudium und Friedrich Franz Ensner, stammten aus sozialdemokratischem Umfeld. Ihr Vater war deutscher Internationalist und wegen des Deutsch-Französischen Krieges in die Schweiz geflohen. Mit 14 Jahren, nach ihrem Schulabschluss, zog sie von zu Hause weg, da sie ihren Vater zu autoritär fand,:20 und arbeitete als Serviererin, Dienstmädchen und Uhrenarbeiterin in Leysin, Neuenburg NE und Genf. 1925 ging sie illegal nach Paris, fand Arbeit in Metallbetrieben und lebte dort mit dem Geburtsschein einer anarchistischen Arbeitskollegin.:20 Da sie in Basel als Mitglied der «sozialistischen Jugend» und ab 1918 der Kommunistischen Partei der Schweiz bereits politisch organisiert war, trat sie in Paris der PCF-Jugend bei.:97 Thalmann arbeitete während ihres Aufenthaltes in Paris für die französische kommunistische Zeitschrift L’Humanité und brach in der Zeit von 1924 mit Lenins Tod und dem Aufkommen des Stalinismus 1928 mit dem orthodoxen Marxismus. 1929, zurück in Basel, lernte sie ihren zukünftigen Mann Paul Thalmann kennen, der ebenfalls in Basel geboren war und vier Jahre in Moskau studiert hatte, von wo er desillusioniert zurückgekehrt war und sich der Dissidentengruppe von Schaffhausen anschloss. 1929 wurden die beiden aus der KPS ausgeschlossen, da sie die stalinistische Politik der Sowjetunion und der Partei kritisierten. Clara und Paul heirateten 1931 in Basel. Im selben Jahr wurde in Spanien die Zweite Republik ausgerufen und die beiden unternahmen eine fünfmonatige Reise quer durch das Land. Sie kehrten über Nordafrika und Italien nach Basel zurück. Nach Hitlers Machtübernahme schmuggelte Thalmann verbotene Schriften, die in der Schweiz gedruckt wurden, über die Grenze nach Deutschland.:122 1934 trat sie der trotzkistischen MAS (Marxistische Aktion der Schweiz) bei, welche 1935 in die Basler SP übersiedelte und dort Teil des linken Parteiflügels wurde. Thalmann war Mitglied des schweizerischen Arbeiter-Schwimmclubs:13 und reiste als dessen Delegierte 1936 nach Barcelona zur Volksolympiade.

### Spanischer Bürgerkrieg
Einen Tag vor der Eröffnung der Volksolympiade, am 17. Juli 1936,:129 putschten die Generäle um Francisco Franco in Spanien und der Spanische Bürgerkrieg brach aus. Thalmann war zu dieser Zeit noch nicht in Spanien, sie erreichte die Grenze erst am 18. Juli und traf dort auf Milizen der CNT. Diese liessen sie ohne Probleme passieren.:13 Durch den von linken Parteien und Gewerkschaften ausgerufenen Generalstreik waren alle öffentlichen Verkehrsmittel ausser Betrieb. Sie konnte zusammen mit zwei anderen Baslern, die sie zufällig traf, im Privatauto eines französischen Geschäftsmannes von Port-Bou nach Sant Feliu de Guíxols fahren. Auf dieser Strecke wurden sie mehrfach von Milizen kontrolliert. Von dort aus reisten die Basler mit Anarchisten weiter nach Barcelona. Thalmann wurde wegen ihrer blonden Haare in Spanien mehrere Male bevorzugt behandelt, so konnte Paul nach Spanien einreisen, da die Milizionäre an der Grenze sich an seine Frau erinnerten. Er konnte auf einem Lastwagen der Miliz nach Barcelona mitfahren.:133/134

#### Barcelona und La Zaida
In Barcelona hatten alle grossen Parteien und Gewerkschaften Häuser besetzt und Büros eingerichtet, wo man sich über die Organisation und politische Ausrichtung informieren konnte. Thalmann beschloss zur POUM zu gehen und schloss sich einer ihrer Milizen an. Angebote für eine Bürostelle oder eine Arbeitsstelle im Spital lehnte sie ab. Sie wollte an die Front und marschierte drei Tage nach Pauls Ankunft in Barcelona an die Aragonfront ab.:138 Ihre Hundertschaft wurde in Barbastro,:26 einer Art Hauptquartier des Frontabschnittes, nach La Zaida, einem Dorf am Ebro mit damals etwa 3'000 Einwohnern, eingeteilt.:27 Clara Thalmann begründete ihren Wunsch, mit der Waffe zu kämpfen, später in einem Interview damit, dass sie schiessen konnte. Dies, weil sie nach der Russischen Revolution mit Schweizer Armeewaffen, die jeder Soldat zu Hause hatte, und mit blinden Patronen im Wald den Umgang mit Waffen gelernt hatte, um notfalls eine zweite „russische“ Revolution zu unterstützen, wenn diese ausgebrochen wäre. An der Front gab es immer wieder Scharmützel mit den Faschisten; die Pausen dazwischen dauerten jedoch länger als die Kampfhandlungen. Sie wurden genutzt, um die Milizen auszubilden oder den Bauern auf den Feldern zu helfen.:26/27 Die Milizen waren schlecht ausgerüstet und hatten oft veraltetes Material, so hatte die Hundertschaft von Thalmann nur ein Maschinengewehr, während den Faschisten auf der anderen Seite des Ebros mehrere zur Verfügung standen. Zu den materialabhängigen Nachteilen der republikanischen Seite kam, dass viele Milizmitglieder keine militärische Ausbildung hatten. Paul reiste als Korrespondent für Schweizer Arbeiterzeitungen zu Clara an die Front, zu diesem Zeitpunkt waren neben ihr noch zwei weitere Frauen in ihrer Hundertschaft. Die Truppe bestand aus deutschen, französischen und italienischen Freiwilligen, der grösste Teil der Milizionäre dieser Hundertschaft waren jedoch Spanier.:143 Die Hundertschaft war an der sozialen Revolution beteiligt, so war die Miliz demokratisch organisiert; es gab keine Offiziere, nur gewählte Vertreter, und alle erhielten denselben Sold.:30

#### Madrid
Clara liess sich von Paul dazu überreden, aus der Miliz auszutreten und mit ihm nach Madrid zu gehen, da er davon ausging, dass dort bald wichtige militärische und politische Entscheidungen stattfänden.:143 Nach einer Diskussion in der Hundertschaft über ihren Urlaub konnte sie die Front verlassen.:145 Bevor sie jedoch nach Madrid fuhren, machten die beiden einen Ausflug nach Gelsa in das Hauptquartier der «Durruti-Kolonne», der ihre Hundertschaft angehörte.:143 Sie trafen kurz vor der Bildung der Volksfrontregierung unter Francisco Largo Caballero, Anfang September 1936, in Madrid ein.:20 Zu diesem Zeitpunkt hatten sich auf republikanischer Seite bereits erste Gräben aufgetan. Diese Spannungen entstanden aus den verschiedenen Meinungen darüber, ob und wann die soziale Revolution stattfinden sollte. Die bürgerlichen Republikaner und die Kommunisten waren gegen die von den Anarchisten der CNT-FAI, Sozialisten und POUM vorangetriebene Revolution. Um der innerrepublikanischen Opposition entgegenzuwirken, baute Stalin in Spanien einen Polizeiapparat auf, der ausserhalb der spanischen Gerichtsbarkeit stand.:20 Die POUM hatte in Madrid eine Radiostation besetzt und sendete von dort aus Informationen über den Verlauf des Bürgerkrieges ins Ausland. Diese Möglichkeit der unzensierten Berichterstattung gefiel den Kommunisten nicht, sie versuchten immer wieder den Sender zu überfallen und beobachteten die Mitarbeitenden. Clara sprach die von Paul geschriebenen Texte auf Deutsch und Französisch, deshalb wurden sie von stalinistischen Spitzeln überwacht.:20 In dieser Zeit besetzten die Generäle um Franco die Vororte von Madrid. Die Stadt wurde mit Artillerie und Flugzeugen angegriffen. Clara und Paul blieben trotzdem in der Stadt und erlebten die Ankunft von Buenaventura Durruti und der Kompanie Thälmann. Die PCE mit ihren sowjetischen Unterstützern übernahm die Macht in der Stadt.:160/161 Die Volksfrontregierung bestand aus allen republikanischen Parteien, ausser den Anarchisten und der POUM, da diese als unkontrollierbar galten. Erst später wurden zwei anarchistische Minister in die Regierung aufgenommen. Die anarchistische Basis missbilligte die Mitarbeit in der Regierung und interne Streitereien lähmten in der Folge die CNT-FAI. Die Hoffnung der Anarchisten, dass sie durch ihre Mitarbeit auch von den sowjetischen Waffenlieferungen profitieren könnten, erfüllte sich nicht. Dafür stieg die PCE durch die Waffenlieferungen von einer unbedeutenden Partei zu einem wichtigen Knotenpunkt in der Waffenverteilung und ins Machtsystem der Republikaner auf.
Stalin nahm über seine sowjetischen Offiziere und Geheimdienstler aktiv Einfluss auf die Geschehnisse in Spanien. Jede Kritik an seinem System versuchte er zu unterdrücken. Er errichtete einen Staat im Staat und konnte so seine politischen Gegner auch im Ausland verfolgen. Gute Dienste lieferten ihm die verschiedenen kommunistischen Parteien, welche ihre Mitglieder in Spanien überwachten und Fichen anlegten. Es existierte auch eine über das Ehepaar Thalmann, angelegt wurde sie von der KPD.

#### Aufenthalt in der Schweiz und Pina de Ebro
Am 8. November 1936 zog die Regierung von Madrid nach Valencia, da die Regierungsgeschäfte in der alten Hauptstadt nicht mehr einwandfrei abliefen und die Bedrohung durch die Nähe der Faschisten zu gross war.:21 Alle ausländischen Journalisten mussten die Regierung begleiten. Clara und Paul wollten in Madrid bleiben. Als aber Clara, weil sie eine Frau war, bei den POUM-Milizen nicht mehr aufgenommen wurde, beschlossen sie, Spanien für eine gewisse Zeit zu verlassen. In der Schweiz wollten sie Hilfe für spanische Kinder organisieren. Zurück in Basel erfuhren sie, dass Clara gesucht wurde, da sie einen kommunistischen Journalisten über die Grenze geschmuggelt hatte. Sie versteckte sich deshalb bei einer Freundin. Paul wurde in dieser Sache verhört. Clara warb in der Romandie für Unterstützung der Spanischen Republik, Paul in der Deutschschweiz.:167–170 Während der zwei Monate in der Schweiz schrieb Paul eine Broschüre über die soziale Revolution in Spanien, wobei er die Haltung der Kommunisten stark kritisierte. Clara verhandelte erfolgreich mit der Schweizer Kinderhilfe über die Aufnahme spanischer Kinder. Sie fuhren über Paris zurück nach Barcelona.:172 Im Zusammenhang mit ihrer Reise nach Spanien stellten sie sich Fragen über den weiteren Verlauf der sozialen Revolution. Sie wollten an die Aragonfront oder nach Katalonien zu einer anarchistischen Miliz. Aus diesem Grund trafen sie sich mit Augustin Souchy, Vertreter der DAS in Barcelona. Sie stritten über die Regierungsbeteiligung der Anarchisten, da Clara und Paul sie ablehnten und Souchy diese verteidigte. Er erachtete Claras Chancen auf einen Fronteinsatz als gering, trotzdem stellte er ihr ein Empfehlungsschreiben aus.:21/22 Clara und Paul wurden eingekleidet, erhielten ein tschechisches Gewehr und 50 Schuss Munition und fuhren mit einem Autobus an die Front nach Pina de Ebro. Ihre neue Hundertschaft war auch Teil der Durruti-Kolonne und bestand aus deutschen, holländischen, luxemburgischen und spanischen Freiwilligen; auch eine spanische Arbeiterin war dabei.:175/176 Clara gewann die Abstimmung über ihren Verbleib an der Front.:178 Pina de Ebro war ein Dorf mit etwa 2000 Einwohnern. Die Milizionäre schliefen im Stroh eines leerstehenden Bauernhauses, für jeden gab es zwei Wolldecken. Die Hundertschaft war in Zehnergruppen unterteilt, die je einer Familie im Dorf zugeordnet wurden. Die Milizionäre versorgten sich dort und die Familie ass auf Kosten der Miliz mit. Clara und Paul blieben drei Monate in Pina de Ebro.:176 Geld war im Dorf und der Miliz zu einem grossen Teil abgeschafft.:176/177 Neben der Kollektivierung der Landwirtschaft war auch in Pina de Ebro die Miliz demokratisch organisiert. So wurde jeder Posten in den Abteilungen durch eine Wahl besetzt und die gewählte Person konnte sofort durch einen Beschluss der Hauptversammlung abgesetzt werden.:178 Da keine Kämpfe im Frontabschnitt stattfanden, halfen die Milizionäre den Bauern auf den Feldern oder hatten Übungseinheiten. In der Miliz gab es vier verschiedene Gewehrmodelle und die Milizen mussten die zu ihren Gewehren passende Munition aussortieren.:177/178 Unter den Milizionären gab es immer wieder hitzige Diskussionen. Obwohl sie in einer anarchistischen Hundertschaft waren, gab es auch Trotzkisten, Marxisten und KPO-Anhänger. Der politische Leiter der Hundertschaft vertrat die offizielle Position der CNT-FAI, dies führte zu einem Konflikt mit Clara und Paul, da sie diese angriffen. Der politische Leiter tönte an, dass er nicht mehr für die Sicherheit der Thalmanns sorgen könne, und sie verliessen zusammen mit anderen die Front und gingen nach Barcelona. Sie vermuteten, dass dies einfach ein Vorwand war, um die unbequemen Kritiker loszuwerden.:181

#### Mai-Ereignisse
In Barcelona hatte sich das öffentliche Leben stark geändert, die PSUC (Partit Socialista Unificat de Catalunya, katalanische kommunistische Partei) hatte sich zu einer mächtigen Partei entwickelt und unterdrückte alle Gegner. Zivilisten dominierten wieder das Stadtbild und der blaue Milizoverall war nicht mehr so häufig zu sehen. Der Schwarzhandel blühte in der Stadt und vor Lebensmittelgeschäften bildeten sich lange Schlangen.:183 Clara und Paul konnten sich keiner politischen Richtung eindeutig zuordnen – und das in einer Gesellschaft, in der die politische Meinung eine bedeutende Rolle eingenommen hatte. In der gemeinsamen Autobiografie schrieb Paul Thalmann über ihre damalige Situation: «Politisch befanden wir uns im Niemandsland. Vom Trotzkismus hatten wir uns ideologisch gelöst. Der offiziellen anarchistischen Politik […] standen wir kritisch ablehnend gegenüber. Die POUM? Sie war eine Minderheit, von heftigen Richtungswechseln geschüttelt, den täglichen verleumdnerischen Angriffen der Kommunisten ausgesetzt […]. Dazu stiess sie […] auch bei den Anarchisten auf scharfe Ablehnung.»:183 Sie beschlossen trotz allem, sich der POUM anzuschliessen, und wollten wieder in die Miliz eintreten. Paul konnte eintreten, Clara wurde der Eintritt verwehrt, da sie eine Frau war. Paul kam nach Fañanás, einem Ort in der Gemeinde Alcalá del Obispo, an die Aragonfront. Clara begleitete ihn für einen Tag und reiste danach nach Barcelona zurück.:23 Als seine Truppe sich der regulären Armee unterstellen wollte, trat Paul aus der Miliz aus:187 und kehrte vor dem ersten Mai zurück nach Barcelona.:23 Während Paul an der Front war, lernte Clara verschiedene Anarchisten kennen, unter anderem Bekannte und Mitglieder der Amigos de Durruti.:188 Gegen Ende April 1937 erreichten die Spannungen zwischen den Kommunisten und den Anarchisten ein bedenkliches Niveau. Die PSUC und die Jugendorganisation der CNT führten einen schon fast offen ausgetragenen Machtkampf. Es kam zu mehreren Morden auf beiden Seiten.:190 Zudem lehnten sich die Amigos de Durruti und ein Teil der anarchistischen Basis gegen ihre eigene Leitung und deren Politik auf. Gemeinsame 1.-Mai-Feiern sollten die Lage beruhigen und die gegnerischen Parteien zusammenschliessen. Dieser Wunsch der Regierung ging nicht in Erfüllung. Die Lage eskalierte während der vom 4. bis 8. Mai dauernden Mai-Ereignisse. Ausgelöst wurden sie durch den versuchten Sturm der kommunistisch geleiteten Guardia Civil und Guardia de Asalto auf die von der CNT besetzte Telefonzentrale in Barcelona. Die Anarchisten traten in einen Generalstreik und es entstanden Barrikaden in den Strassen. Die Anarchisten konnten die Arbeiterviertel besetzen, während die Kommunisten das Machtzentrum der Stadt, die Innenstadt, kontrollierten. Die POUM stellte sich auf die Seite der Anarchisten.
Clara warnte die Verantwortlichen der FAI vor einem Sturm der Telefonzentrale, da sie den Aufmarsch der Guardia de Asalto beobachtete. Sie kam erst wieder zurück, als die Schiesserei schon begonnen hatte. Sie und Paul entwaffneten mit anderen Anarchisten mehrere Offiziere der Volksarmee und verbrachten die Nacht hinter den Barrikaden auf der Rambla de Flores, von wo aus sie auf die Guardia de Asalto schossen.:194 Die Ereignisse an sich waren sehr chaotisch und niemand wusste genau, was vorging. Die Situation in Barcelona war ähnlich wie bei dem Aufstand der Generäle. Die POUM und die Anarchisten übernahmen die Kontrolle über fast die ganze Stadt, mehrere sozialrevolutionäre Milizabteilungen setzten sich von der Front nach Barcelona in Bewegung. Diese wurden von der republikanischen Luftwaffe angegriffen und zur Umkehr gezwungen. Gleichzeitig zog die Regierung in Valencia Truppen von der Front ab und sandte diese nach Madrid. Zur Unterstützung der Generalitat in Barcelona schickte sie zwei Kreuzer mit Einheiten der Guardia de Asalto an Bord nach Barcelona. Mit der Ankunft dieser Schiffe und als die Guardia de Asalto die Kontrolle über die Stadt übernahm, gaben sich die Anarchisten geschlagen. Die CNT-FAI blieb in der Regierung, ihre Milizen wurden jedoch entmachtet und entwaffnet. Clara wurde zusammen mit ihrem Mann während der Mai-Ereignisse beim Verteilen eines Flugblattes der Amigos de Durruti von der POUM verhaftet, später von einem Freund erkannt und freigelassen.:196 Nach den Ereignissen legten sie ihre Meinung über die Geschehnisse Erwin Wolf, Trotzkis Sekretär, dar.:199 In ihrer Wohnung wurden sie drei Mal von der Polizei besucht, die sie verhörte und wieder abzog, nachdem sich das Ehepaar mit seinen Papieren als ausländische Journalisten ausweisen konnte. Da die Kommunisten und der sowjetische Geheimdienst nach dem Verfasser von Pauls Broschüre suchten, wurde es ihnen zu unsicher,:20 zumal ihre Motivation, in Spanien zu bleiben, nach der Niederlage der sozialen Revolution deutlich gesunken war.

#### Gefangen in Barcelona und Valencia
Sie versuchten mit einem französischen Dampfer Spanien zu verlassen, wurden aber hinter dem Zoll an einem irregulären Kontrollposten des SIM (Servicio de Información Militar), des Geheimdiensts der PCE, angehalten, verhaftet und in das Parallelgefängnis Puerta del Angel gebracht. Im Gefängnis wurden sie zunächst von Russen und Deutschen verhört und anschliessend gemeinsam in eine Zelle gebracht.:206–209 Später wurden sie getrennt, sie konnten jedoch über Zettel, die sie den Kalfaktoren mitgaben, in Kontakt bleiben und traten in einen Hungerstreik. Wenig später beschlossen sie, diesen wieder abzubrechen, da er keinen Erfolg brachte. Nach mindestens fünf Wochen Haft:213–216 in Puerta del Angel wurden sie Mitte Juni zusammen nach Valencia in das von den Kommunisten zu einem Gefängnis umgewandelte Nonnenkloster Santa Ursula gebracht. Auch hier wurden sie separiert, da die Abteilungen geschlechtergetrennt waren.:218–220 Clara erfuhr jedoch, dass Paul im Stockwerk unter ihr einsass, und sang über ihre Haftbedingungen und über ihre Verhöre umgedichtete Schweizer Volkslieder. Sie war mit mehreren anderen Frauen in einer Zelle. Sie litt unter der grossen Hitze und erkrankte wegen der ungenügenden Ernährung an Skorbut. Ein Wachmann, der sie erkannte, behandelte sie bevorzugt. Die Verhöre fanden nicht im Gefängnis selbst statt, sondern ausserhalb, in der Stadt.:224/225 Sie dauerten nächtelang und die Gefangenen wurden mitten in der Nacht aus ihren Zellen geholt. Die Gefangenen wurden von den Wachen geschlagen und es wurde auch Folter angewendet.:230 Am 29. August 1937 drangen spanische Polizisten in das Gefängnis ein und holten sowohl Clara als auch Paul aus dem Gefängnis. Die beiden wurden zum ersten Mal von einem spanischen Beamten verhört. Sie wurden freigelassen und erhielten einen Brief des Innenministers, der sie als Gäste der spanischen Regierung auswies.:238/239 Sie wurden von spanischen Polizisten be- und überwacht und all ihre Ausgaben wurden von der Regierung übernommen.:235

#### Freigelassen
Die Freilassung des Ehepaars Thalmann war auf die Intervention von Louis de Brouckère, dem Sekretär der SAI, zurückzuführen. Dieser wurde von Friedrich Schneider, einem der beiden Basler, die zusammen mit Clara von Port-Bou nach Sant Feliu de Guíxols fuhren und Mitglied der Exekutive der SAI, auf das Problem aufmerksam gemacht. Zudem beschloss die spanische Regierung nach einer Intervention von Fenner Brockway, dem Generalsekretär der britischen Independent Labour Party, die Geheimgefängnisse nicht mehr zu tolerieren, und übernahm diese langsam von den irregulären Sicherheitskräften oder löste sie auf. Clara und Paul fühlten sich durch die Polizisten eingeschränkt und den Privilegien, die sie erhielten, standen sie ablehnend gegenüber. Da die soziale Revolution von den Kommunisten gewaltsam niedergeschlagen worden war und sie sich nicht für «irgendeine Republik von Stalins Gnaden»:236 einsetzen wollten, reisten sie über Barcelona nach Port-Bou zurück.:237/238

### Frankreich
In Valencia bekamen sie auf dem Schweizer Konsulat ein Darlehen von 300 Peseten, welches sie jedoch nie zurückzahlten. Mit dem Geld kamen sie bis nach Paris. Sie konnten nicht in die Schweiz zurückkehren, da ihnen dann der Prozess vor einem Militärgericht drohte. So blieben sie in der französischen Hauptstadt, schlugen sich mit Gelegenheitsarbeiten durch und traten in ein Hilfskomitee für Spanienkämpfer ein.:244 Während des Zweiten Weltkrieges und der Besetzung Frankreichs schrieben Clara und Paul Flugblätter und nahmen Juden bei sich auf. Für andere organisierten sie Fluchtwege in freie Gebiete. Ab 1943 gaben sie Arbeiter und Soldat, eine revolutionäre Zeitung für deutsche Soldaten, zusammen mit Martin Monath heraus. Nach dem Krieg, 1953, gründeten sie in der Nähe von Nizza eine Kommune, La Séréna.:32/33 Clara starb am 27. Januar 1987 nach langer Krankheit auf La Séréna, sieben Jahre nach Paul.
Der Nachlass von Paul und Clara Thalmann wird im Internationalen Institut für Sozialgeschichte aufbewahrt.

## Filme
- Die lange Hoffnung; Erinnerungen an ein anderes Spanien mit Clara Thalmann und Augustin Souchy (1984) herausgegeben von der Medienwerkstatt Freiburg (Kurzbeschrieb des Filmes)
- Schweizer im Spanischen Bürgerkrieg (1974) von Richard Dindo